# Ester Claesson
Ester Laura Matilda Claesson, född 7 juni 1884 i Östervåla församling, död 12 november 1931 i Engelbrekts församling, var en svensk trädgårdsarkitekt. Hon var en av pionjärerna vad gäller svensk trädgårdsarkitektur och räknas som en av Sveriges första kvinnliga trädgårdsarkitekter.

## Biografi

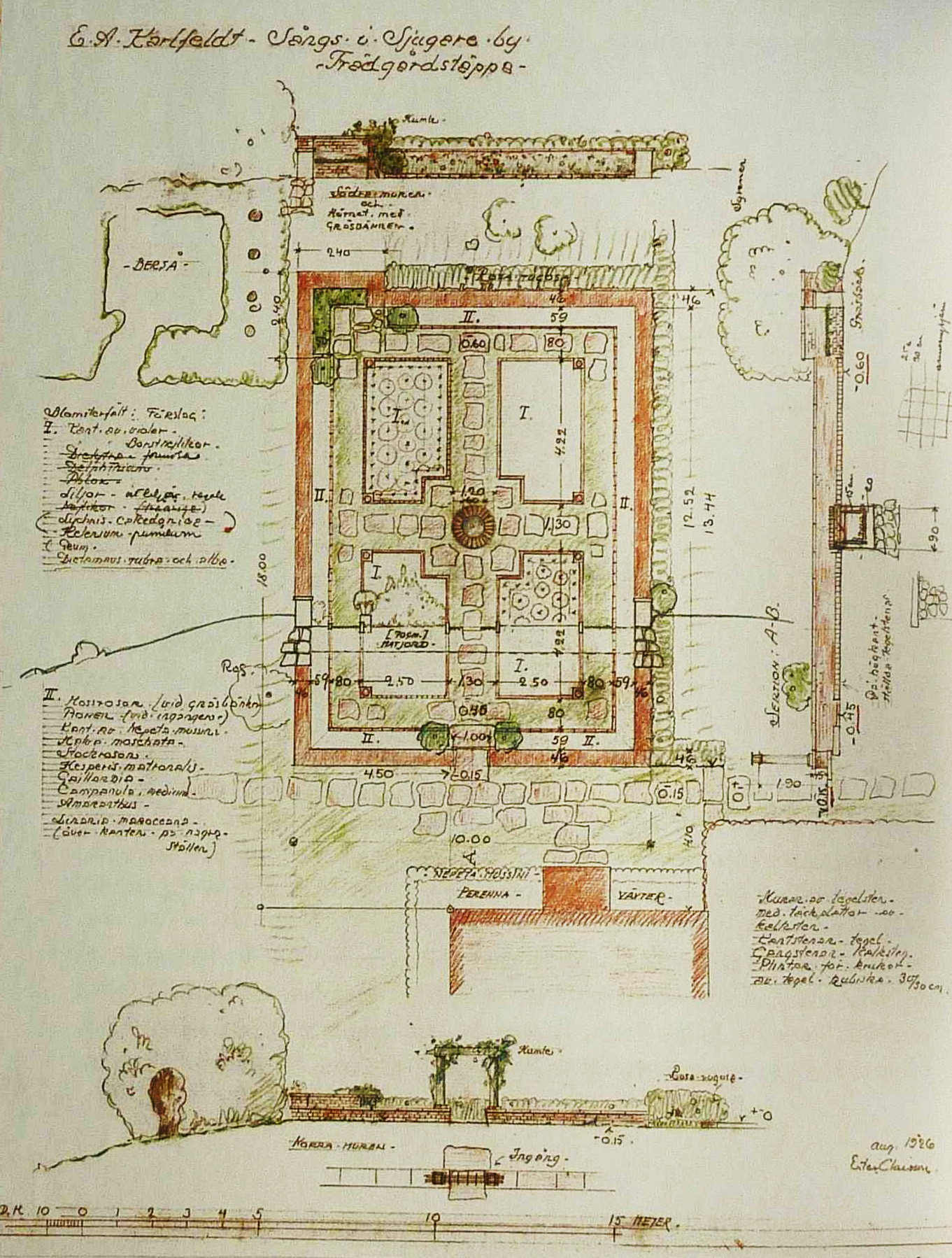
Ritning för trädgården på Karlfeldtsgården Sångs, 1926.

Kring sekelskiftet 1900 fanns ingen utbildning till trädgårdsarkitekt för kvinnor i Sverige. Det ordnades några utbildningar i trädgårdskonsten, men dessa var huvudsakligen tänkta för kvinnor med egen trädgård eller för kvinnor som ville undervisa barn. De kvinnor som tänkte att skaffa sig en professionell yrkesutbildning fick söka sig utomlands, exempelvis till Danmark, England eller Tyskland. 
Ester Claesson avslutade sin skolgång vid ett läroverk i Stockholm år 1900. Hon var intresserad av arkitektur och trädgård och deltog till en början i trädgårdsarbete på gården Tomarp i Skåne. Därefter sökte hon sig till en trädgårdsutbildning i Danmark där hon tog examen 1903 vid Vilvorde Havebrugshøjskole i Charlottenlund. Därefter följde utbildning vid en polyteknisk skola i Wien. 
Efter sin utbildning var Claesson verksam i Tyskland, först som enda kvinna hos den kände jugendarkitekten Joseph Maria Olbrich vid konstnärskolonin Mathildenhöhe i Darmstadt och därefter hos arkitekten Paul Schultze-Naumburg vid Saalecker Werkstätten i Saaleck, Tyskland. Claessons viktigaste arbete vid Mathildenhöhe var en terrasserad rosenträdgård samt arbeten för en av Olbrichs inflytelserika kunder, Julius Glückert, ägare av en möbelfabrik i Darmstadt.
År 1907 presenterades hon i den ledande tyska designtidskriften Deutsche Kunst und Dekoration 1907 som hyllade hennes konstnärlighet, vilket följdes upp av tidskriften Idun samma år där hon presenterades som Sveriges första kvinnliga trädgårdsarkitekt Hon presenterades likaså i The Studio 1912 som en lovande ung svensk arkitekt. År 1913 återvände hon till Sverige och arbetade under en tid hos arkitekt Isak Gustaf Clason. Snart startade hon egen verksamhet och introducerade många av Olbrichs idéer i Sverige. Hon var påverkad av tysk modern trädgårdskonst och den engelska Arts and Craftsrörelsen. 
Hennes trädgårdar präglades av arkitektoniska element och utformades som olika gårdsrum. Hon blev trädgårdsarkitekten på modet och etablerade samarbete med kända arkitekter som Carl Westman, Isak Gustaf Clason och Ivar Tengbom. Under 1900-talets första decennier var hon en av de mest välkända och publicerade trädgårdsarkitekterna i Sverige. Hon avled 47 år gammal "av skottsår genom hjärtat" och gravsattes den 22 november 1931 på Norra begravningsplatsen.

## Illustrationer

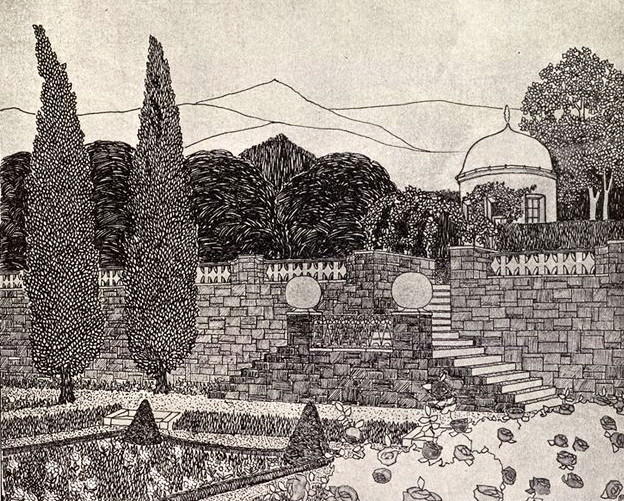
Terrasserad trädgård i tidskriften The Studio 1912.
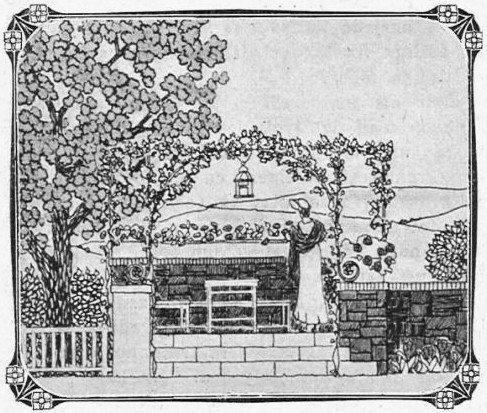
Trädgårdsmur med terrass i Idun 1907.
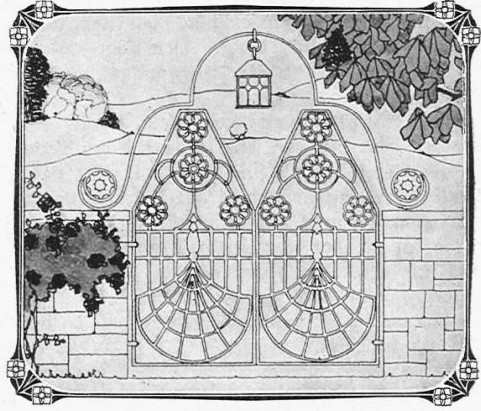
Trädgårdsgrind av järnsmide i Idun 1907.
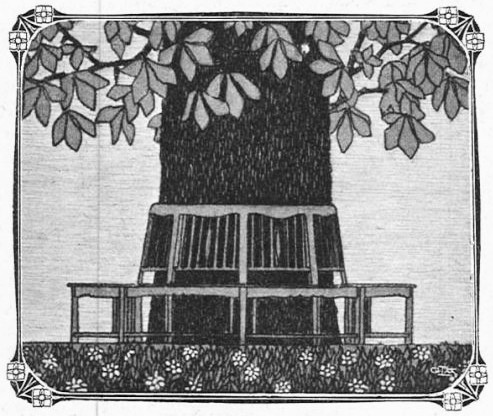
Trädgårdsbänk i Idun 1907.

## Verk
År 1914  deltog hon tillsammans med Harald Wadsjö i tävlingen om Skogskyrkogården i Stockholm. Wadsjö hade hon lärt känna hos Clason. Deras tävlingsbidrag  ”Cumulus”  fick tredje pris. Att en kvinna hade erövrat tredje priset uppmärksammades först och främst i Tyskland.
Bland hennes arbeten märks trädgårdarna på Igelsta gård (1917) och Adelsnäs (1916–1920) samt en trädgård i Röda Bergen i kvarteret Humleboet som hon ritade 1925. År 1918 skapade hon trädgården till Villa Brevik på Lidingö. Det var genom Brevik som Ester Claesson fick kontakt med Erik Axel Karlfeldt som bodde i närheten. När paret Karlfeldt 1921 köpte Karlfeldtsgården Sångs  i Sjugare norr om Leksand fick hon uppdraget att rita gårdens trädgård.  Den vackra trädgården skapades tillsammans med Erik Axel Karlfeldt som själv var mycket kunnig i ämnet. Trädgården  byggdes i terrasser ner mot sjön Opplimen med lusthus och lustgård samt lövträd, rosor, medicinalväxter och 250 arter perenner. Idag är Karlfeldtsgården Sångs trädgård den enda av Claessons anläggningar som finns kvar i ursprungligt skick.  Hennes originalritningar från 1920-talet är bevarade och trädgården skötts fortfarande idag efter hennes intentioner.
Vid sidan om sina uppdrag undervisade Ester Claesson i  trädgårdsanläggning vid Kungliga Skogs- och Lantbruksstyrelsens elevskola vid Experimentalfält i Frescati i Stockholm mellan 1914 och 1931. Hon skrev även två böcker som båda användes i undervisningen. Trädgården kom ut 1923 och Rosor på friland 1925.

## Karlfeldtsgården Sångs trädgård

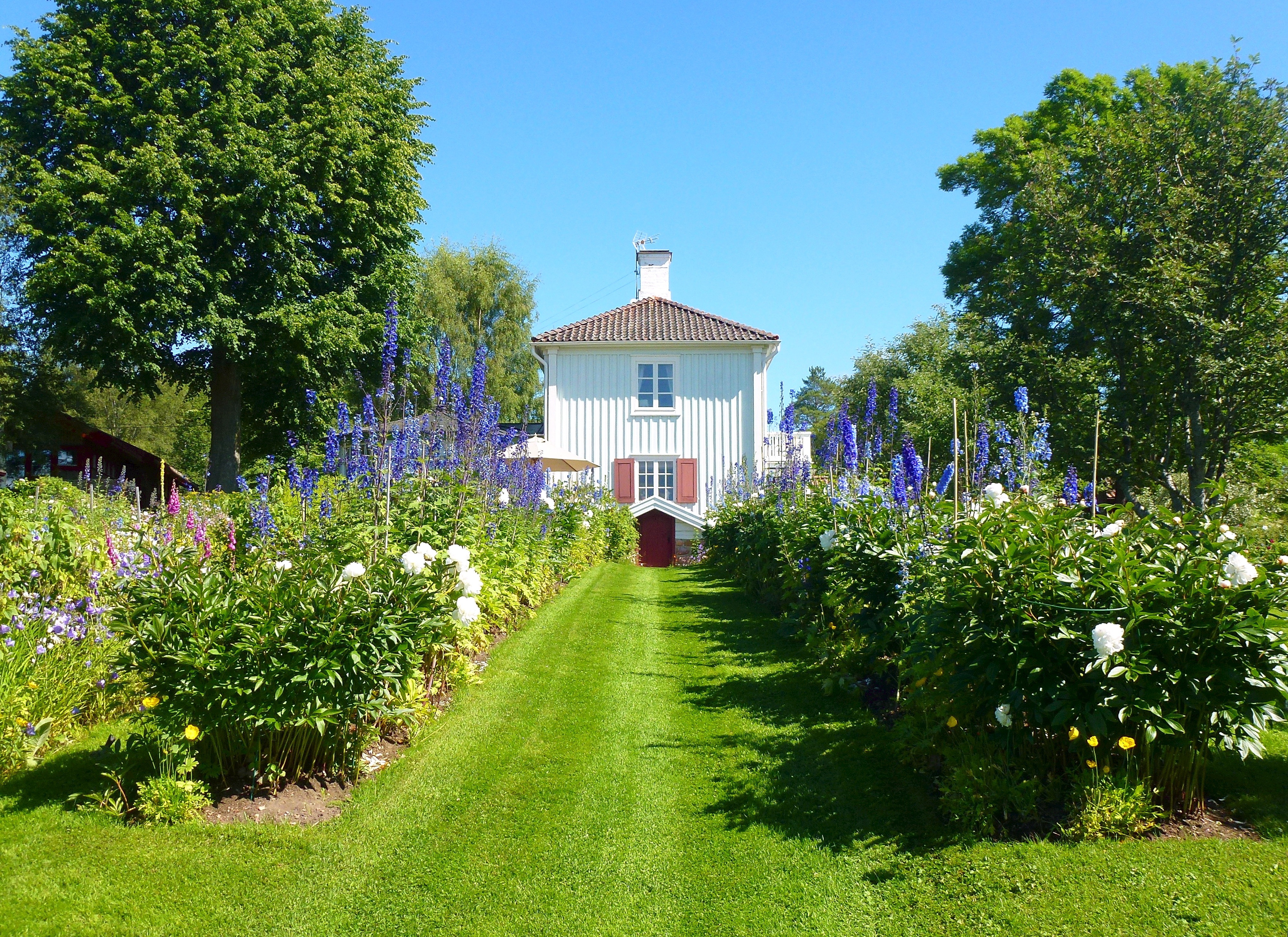
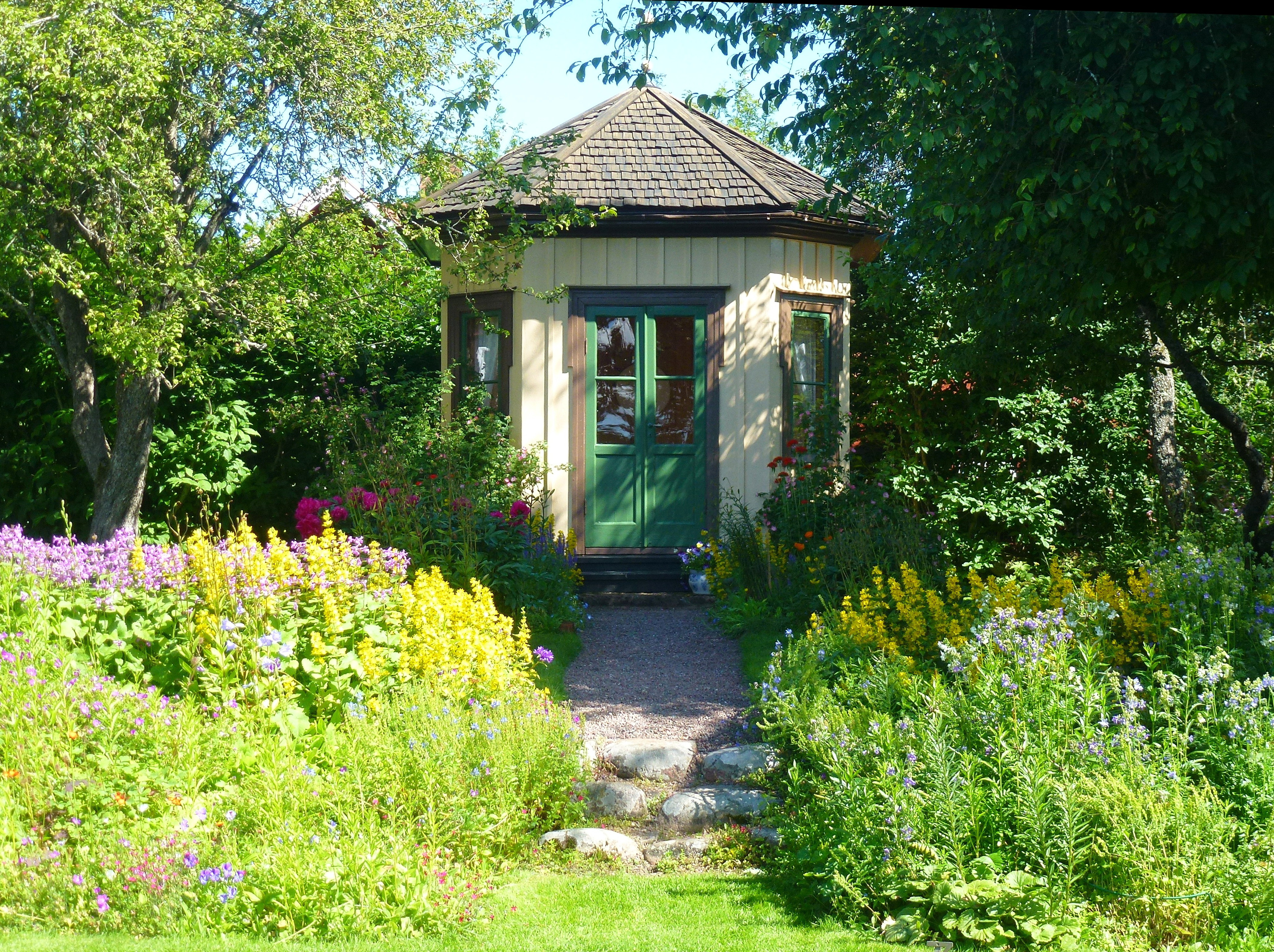
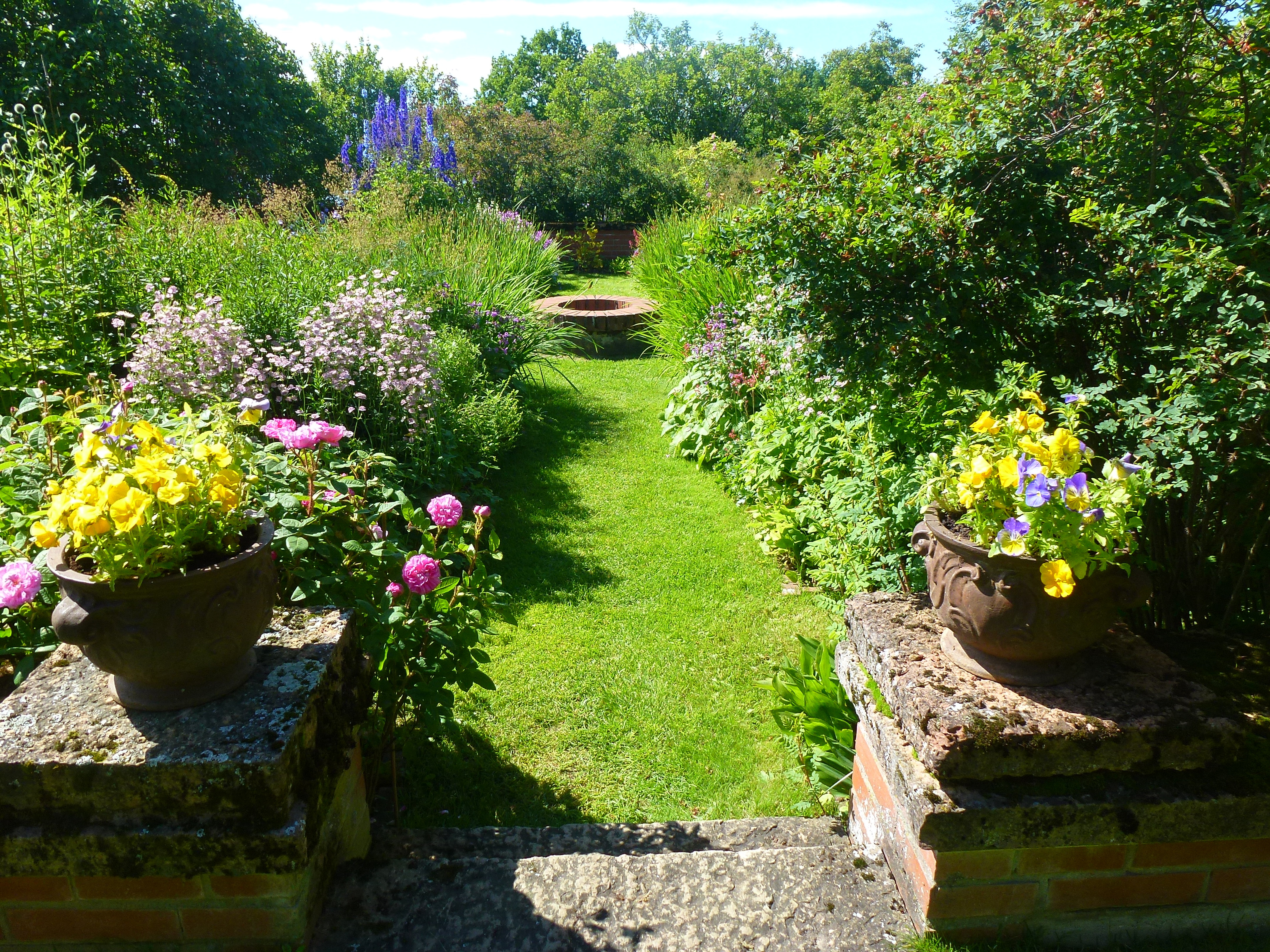
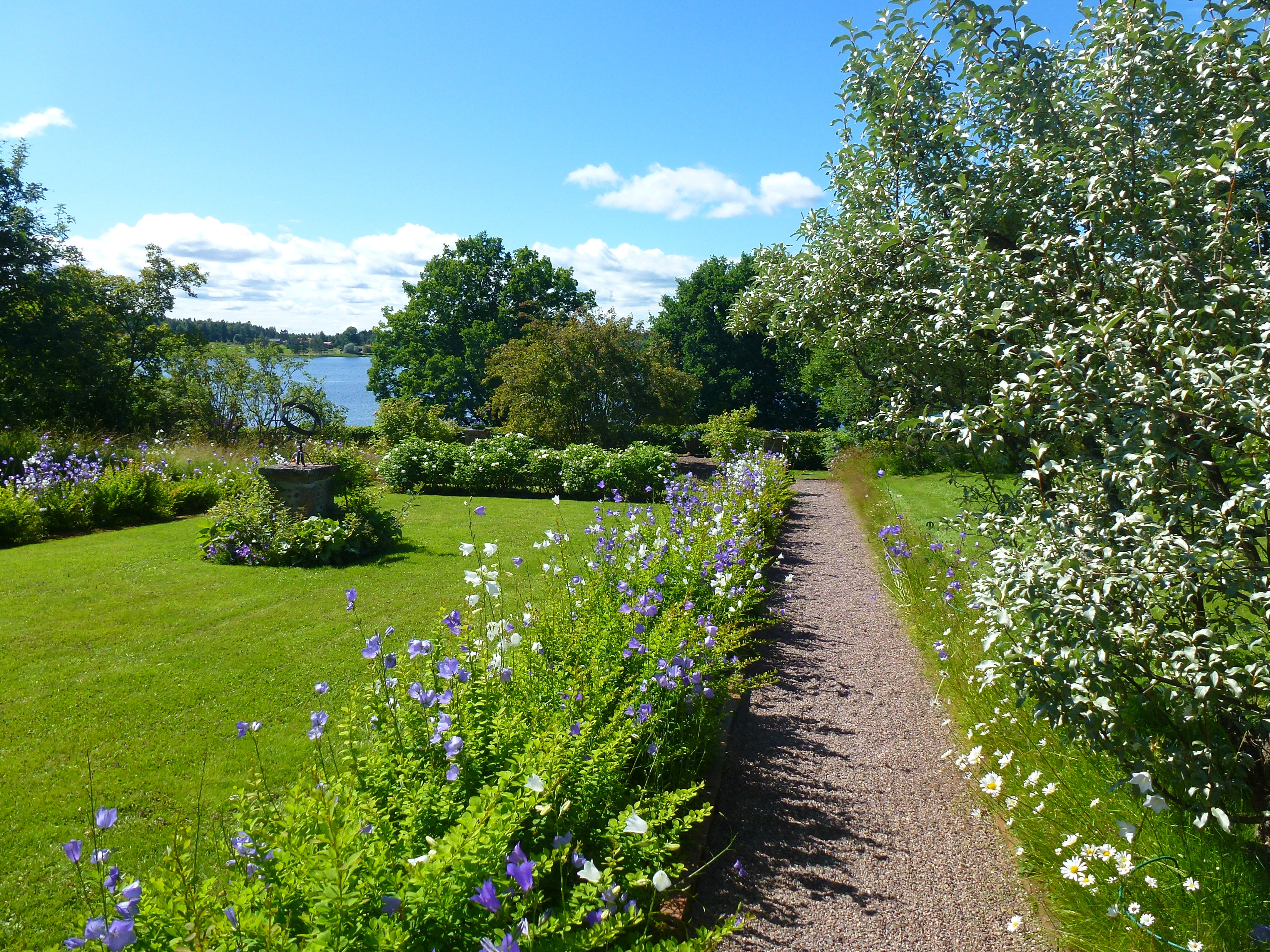